# Université de la vallée de l'Utah
L'université de la vallée de l'Utah (en anglais : Utah Valley University ou UVU) est une université publique fondée à Orem, dans l'Utah en 1941, et qui comprend en 2011 33 395 étudiants. Il s'agit de la plus grande université publique d'Utah.

## Sports
L'université possède une section sportive, se nommant les Wolverines d'Utah Valley (en).
La mascotte de l'école est le carcajou, et les couleurs sont le vert et le blanc. Les Wolverines participent à la Western Athletic Conference.
Sports interuniversitaires masculins
- Baseball
- Basket-ball
- Cross-country
- Golf
- Soccer
- Athlétisme
- Lutte
- Natation

Sports interuniversitaires féminins
- Basket-ball
- Cross-country
- Golf
- Soccer
- Softball
- Athlétisme
- Volley-ball
- Natation